# Білявська Ірина Олександрівна
Іри́на Олекса́ндрівна Біля́вська (17 лютого 1915, Маріуполь, Катеринославська губернія, Російська імперія — 2011) — радянська і російська історикиня-американістка, доктор історичних наук.

## Життєпис
1940 року закінчила Московський історико-архівний інститут. Працювала в органах періодичної преси. В роки Другої світової війни була вільнонайманою санітаркою, потім працювала конструктором.
1943 року вступила до Інституту іноземних мов, а 1946 — в аспірантуру Інституту історії АН СРСР. 1950 року захистила кандидатську дисертацію «Державне „регулювання“ в США на службі американських монополій (1917—1918)». 1967 року Белявська захистила докторську дисертацію, присвячену дослідженню реформізму в США на початку ХХ століття. Одна із засновників і провідна наукова співробітниця сектору історії США і Канади (нині — центру північноамериканських досліджень) Інституту загальної історії РАН.
Коло наукових інтересів: політична історія та історія соціальних рухів у США в XIX—початку XX століття, біографії.

## Основні праці
Книги
- Внутренняя экономическая политика США (1917—1918). — М., 1956.
- Буржуазный реформизм в США в начале XX в. (1900—1914 гг.). — М., 1968.
- Теодор Рузвельт и общественно-политическая жизнь в США в начале XX в. — М., 1978.
- Роберт М. Лафоллет: цена независимости (1855—1925). — М., 1995.

Статті
- Б. Франклин — деятель национально-освободительного движения американского народа // Вопросы истории. 1956. № 10
- Роль буржуазии в Гражданской войне в США, 1861—1865 гг. // Новая и новейшая история. 1963. № 3
- Джеймс Отис[en] и его роль в подготовке войны за независимость // Американский ежегодник-1975. М., 1975
- Женский вопрос в США в XIX в. (проблемы и течения) // Американский ежегодник-1982. М., 1982
- Сенатор Роберт М. Лафоллет: формирование личности и эволюция взглядов // Американский ежегодник-1997. М., 1997
- Генри Адамс: попытка бегства в «золотой век» // Восприятие США по обе стороны Атлантики. М., 1997